# Tony Woodcock (piłkarz)
Anthony Stewart "Tony" Woodcock (ur. 6 grudnia 1955) – angielski piłkarz występujący na pozycji napastnika oraz trener. W 1979 roku wraz z Nottingham Forest wygrał Puchar Europy. W ciągu swojej kariery występował także w Lincoln City, Doncaster Rovers, 1. FC Köln, Arsenalu i Fortunie Kolonia. Po zakończeniu kariery pracował m.in. jako trener Lokomotive Lipsk.

## Sukcesy
- Anglo-Scottish Cup : 1977
- The Football League : 1978
- The Football League (puchar) : 1978, 1979
- Tarcza Wspólnoty : 1978
- Puchar Europy : 1979
- Superpuchar Europy UEFA : 1979
- Młody zawodnik roku PFA : 1978